# Carrie Clark Ward
Carrie Clark Ward (9 de enero de 1862 – 6 de febrero de 1926) fue una actriz cinematográfica de nacionalidad estadounidense, activa en la época del cine mudo. 
Nacida en Virginia City, Nevada, a lo largo de su carrera desde 1911 hasta 1925, actuó en 62 filmes.  Estuvo casada con J. Sedley Browne, el primer marido de Henrietta Crosman. Falleció en Hollywood, California. Fue enterrada en el Cementerio Hollywood Forever de Los Ángeles, California.

## Selección de su filmografía
- The Bank (1915)
- Under the Yoke (1918)
- The Siren's Song (1919)
- Daddy-Long-Legs (1919)
- The Paliser Case (1920)
- Old Lady 31 (1920)
- Sham (1921)
- Miss Lulu Bett (1921)
- Scaramouche (1923)
- His Hour (1924)
- The Eagle (1925)